# How Long (Charlie Puth)
How Long è un singolo del cantante statunitense Charlie Puth, pubblicato il 5 ottobre 2017 come secondo estratto dal secondo album in studio Voicenotes.

## Descrizione
La canzone è stata scritta da Charlie Puth, Justin Franks e Jacob Kasher, ed è composta in chiave di Do♯ minore con un tempo di 108-112 battiti al minuto.

## Accoglienza
Chris Malone di Billboard scrisse che la canzone "si apre con la furtiva linea del basso di Attention, e ne lodò il ritornello orecchiabile. La canzone costituirebbe "una leggera virata stilistica dal suono pop più diretto che caratterizzava le canzoni del suo primo album Nine Track Mind, e Charlie Puth avrebbe intrapreso "una direzione più funky-R&B" con How Long. James Dinh di iHeartRadio definì il brano "un degno successore di Attention in cui il venticinquenne affronta un'altra narrazione vulnerabile in materia di sentimenti", e si aspettò che arrivasse nella top 10 americana. Mike Wass di Idolator commentò che la canzone "si rifà ad Attention e scrisse che è "immediatamente contagiosa e potrebbe facilmente trasformarsi in un successo ancora più grande". Katrina Rees di CelebMix descrisse il brano come "l'ultima contagiosa opera di Charlie", e ne lodò la "musicalità sinuosa ma piuttosto asciutta che mette in evidenza l'esentionse vocale del cantante".

## Successo commerciale
How Long ha raggiunto le top 10 di varie classifiche, inclusa la britannica Official Singles Chart. Negli Stati Uniti ha fatto il suo debutto alla posizione numero 60 della Billboard Hot 100 il 28 ottobre 2017, raggiungendo la posizione numero 21. Altrove, il singolo è entrato nelle top 5 di Libano e Israele, e nella top 10 europea e della Vallonia, della Malesia e delle Filippine.

## Video musicale
Il videoclip è stato pubblicato il 19 ottobre 2017 sul canale YouTube del cantante. Nel video, il cantante balla per le strade di notte ed entra in un edificio, sfidando la gravità e camminando sulle pareti.

## Tracce
1. How Long – 3:18

## Classifiche
| Classifica (2017) | Posizione massima |
| ----------------- | ----------------- |
| Filippine         | 9                 |